# Glyphonycteris sylvestris
Glyphonycteris sylvestris es una especie de murciélago de la familia Phyllostomidae.

## Distribución geográfica
Se encuentra en América del Sur y América Central.